# Йосиповка (Старосинявская поселковая община)
Йосиповка (укр. Йосипівка) — село в Хмельницком районе Хмельницкой области Украины.
Население по переписи 2001 года составляло 515 человек. Почтовый индекс — 31407. Телефонный код — 3850. Занимает площадь 1,644 км². Код КОАТУУ — 6824455102.

## История
В 1946 г. указом ПВС УССР село Юзефовка переименовано в Йосиповку.
В селе родился Герой Советского Союза Алексей Сидоришин, здесь же он после гибели был похоронен.

## Местная власть
31400, Хмельницкая обл., Хмельницкий р-н, пгт Старая Синява, ул. И. Франка, 8